# Dziadkowice (Podlachie)
Dziadkowice est un village polonais de la voïvodie de Podlachie et du powiat de Siemiatycze, dans le nord-ouest de la Pologne. Il est le siège de la gmina de Dziadkowice. Il est situé à 14 kilomètres au nord de Siemiatycze et à 66 kilomètres au sud de la capitale régionale Białystok.
Selon le recenssement de la commune de 1921, ont habité dans le village 107 personnes, dont 67 étaient catholiques, 36 orthodoxes, et 4 judaïques. Parallèlement, 75 habitants ont déclaré avoir la nationalité polonaise, 32 la nationalité biélorusse. Dans le village, il y avait 22 bâtiments habitables.